# Eleição do Conselho de Segurança das Nações Unidas de 2017
As eleições do Conselho de Segurança das Nações Unidas de 2017 foram realizadas a 2 de junho durante a 71ª Sessão da Assembleia Geral das Nações Unidas, realizada na Sede das Nações Unidas em Nova Iorque. A eleição determinou os novos ocupantes dos cinco lugares não permanentes no Conselho de Segurança das Nações Unidas (CSNU) para mandatos de dois anos com início em 1 de janeiro de 2018. Além dos membros eleitos regularmente, os Países Baixos assumirão o assento da Itália a partir de 2019, seguindo um acordo de partilha de mandato entre as duas nações.
Em concordância com as normas de rotatividade do Conselho de Segurança, os dez lugares não permanentes no Conselho alinham-se aos diversos Blocos Regionais em que habitualmente os Estados-membros se dividem com fins eleitorais e representativos. São realizadas anualmente eleições para escolher cinco membros temporários, com mandato de dois anos a partir do ano subsequente. Na eleição de 2017, os escolhidos foram os seguintes países:
- Dois da África
- Um da Ásia-Pacífico[4]
- Um da América Latina e Caribe
- Um do Grupo dos Estados da Europa Ocidental e Outros

Os cinco membros servirão no Conselho de Segurança durante o biênio 2018-2019. Os países eleitos foram Costa do Marfim, Guiné Equatorial, Peru, Kuwait, Polônia e Países Baixos.

## Candidatos

### Grupo Africano
- Costa do Marfim[5]
- Guiné Equatorial[6]

### Grupo Ásia-Pacífico
- Kuwait[7]

### Grupo Europa Oriental
- Polónia[8]

### Grupo América Latina e Caribe
- Peru[1]

### Grupo Europa Ocidental e Outros
- Países Baixos[9]

## Resultados
| Grupo Africano / Grupo Ásia-Pacífico | Grupo Africano / Grupo Ásia-Pacífico |
| ------------------------------------ | ------------------------------------ |
| Membro                               | Votação 1                            |
| Costa do Marfim                      | 189                                  |
| Kuwait                               | 188                                  |
| Guiné Equatorial                     | 185                                  |
| Marrocos                             | 1                                    |
| Guiné                                | 1                                    |
| Abstenções                           | 0                                    |
| Maioria necessária                   | 128                                  |

| Grupo América Latina e Caribe | Grupo América Latina e Caribe |
| ----------------------------- | ----------------------------- |
| Membro                        | Votação 1                     |
| Peru                          | 186                           |
| Argentina                     | 1                             |
| Abstenções                    | 5                             |
| Maioria necessária            | 125                           |

| Grupo Europa Oriental | Grupo Europa Oriental |
| --------------------- | --------------------- |
| Membro                | Votação 1             |
| Polónia               | 190                   |
| Abstenções            | 2                     |
| Maioria necessária    | 127                   |

| Grupo Europa Ocidental e Outros | Grupo Europa Ocidental e Outros |
| ------------------------------- | ------------------------------- |
| Membro                          | Votação 1                       |
| Países Baixos                   | 184                             |
| Abstenções                      | 4                               |
| Votos inválidos                 | 4                               |
| Maioria necessária              | 123                             |